# Гашково (Вожегодский район)
Гашково — деревня в Вожегодском районе Вологодской области.
Входит в состав Бекетовского сельского поселения, с точки зрения административно-территориального деления — в Бекетовский сельсовет.
Расстояние по автодороге до районного центра Вожеги — 50 км, до центра муниципального образования Бекетовской — 2 км. Ближайшие населённые пункты — Боярская, Бекетовская, Бор, Горка, Тарасовская.
По переписи 2002 года население — 72 человека (32 мужчины, 40 женщин). Преобладающая национальность — русские (99 %).